# Коденська розправа

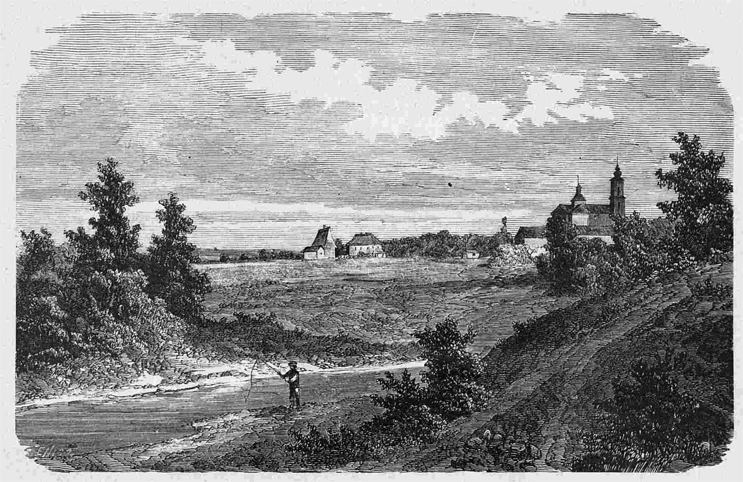
Вигляд Кодні. XIX століття

Коденська розправа — масові страти учасників повстання «Коліївщини», проведені владою Речі Посполитої у 1768 р. в селі Кодня (сучасний Житомирський район Житомирської області).

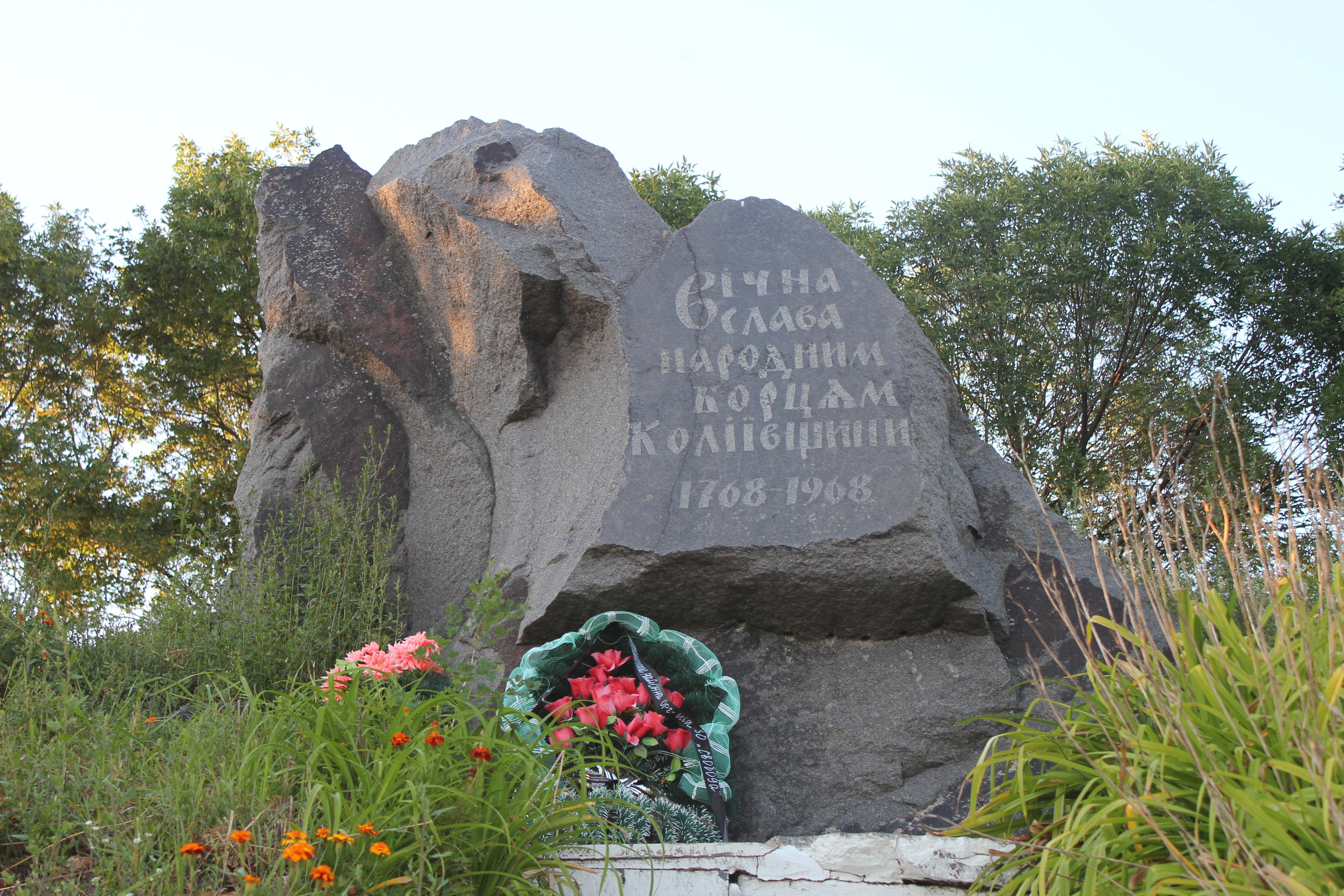
Пам'ятник коліївщині у Кодні

Після поразки Коліївщини влаштовувалися показові страти в різних містах Речі Посполитої, а в Кодні відбулася масова різанина. Під керівництвом коронного воєначальника Юзефа-Ґабріеля Стемпковского повстанцям рубали голови, садили на палю, чвертували. Тут стратили близько 3000 учасників Коліївщини. Із 3336 справ, реєстр яких зберігається, 1151 відрубано голови, 1157 повішено, 399 четвертовано, одного — українського шляхтича Чоповського, що був помічником полковника Неживого, — посаджено на палю.
Пізніше село стало символом скорботи і пам'яті про волелюбних і непокірних синів українського народу.

## Пам'ять
Як писав у своїх спогадах Михайло Станіславович Чайковський: 
| Я родился в селе Гальчинце, волынской губ. житомирского уезда, в кодненском приходе, в 13 верстах от Бердичева, этого торгового Иерусалима израиля, в приднепровской Руси, в 9 верстах от «святой» Кодни, где карали гайдамаков Гонты и Железняка мечем, колом и виселицей во славу короля польского и Речи Посполитой. Такой страх был наведен тогда на украинский люд, что до сего дня этот люд, произнося угрозу или проклятие, повторяет: «щоб тебе свята Кодня не минула!» |

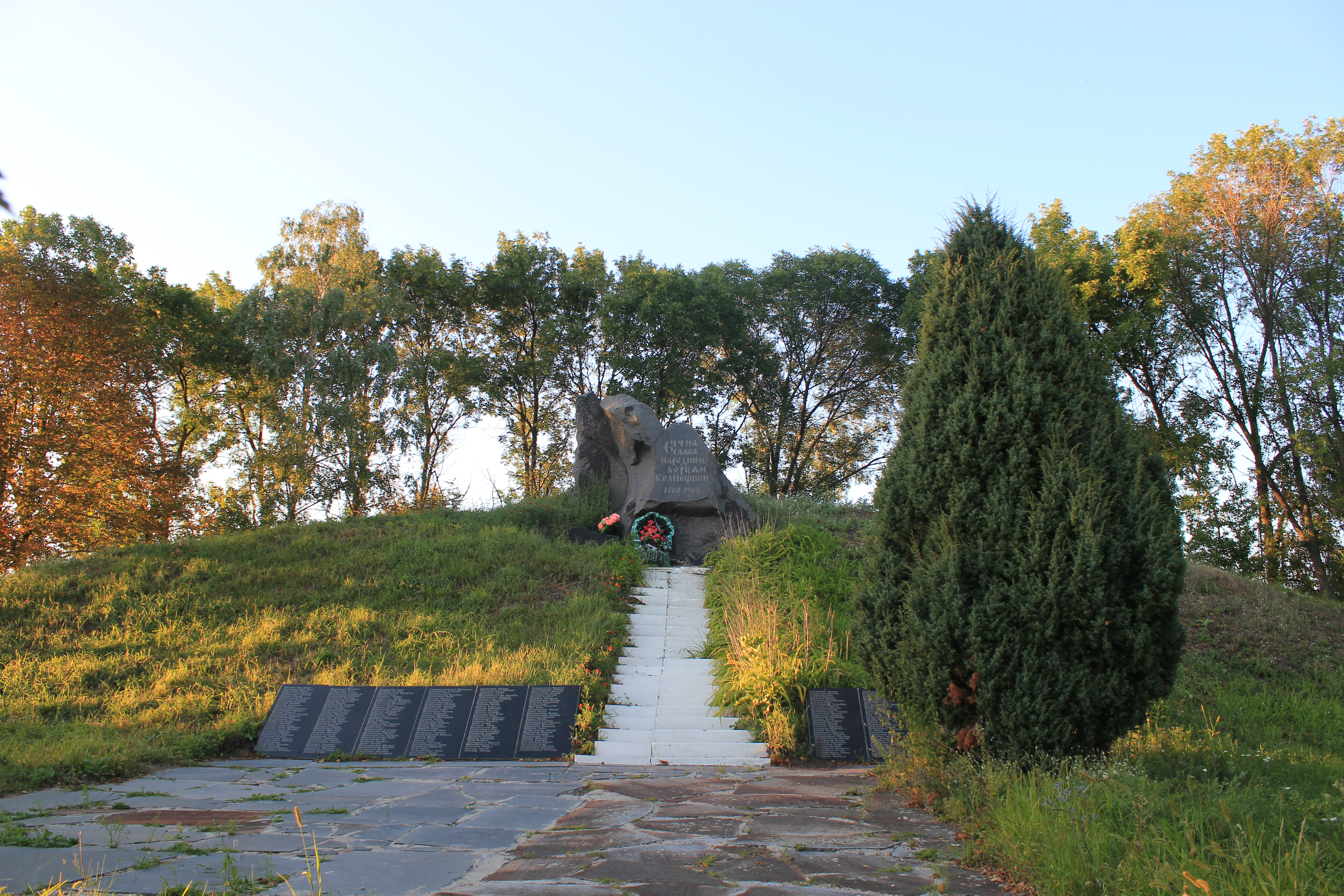
Братська могила учасників гайдамацького повстання «Коліївщина», с. Кодня

Відомий польський письменник Ян Дуклан Охотський, у своїх спогадах описав Коліївщину, Коднянську розправу, та смерть одного з керівників Коліївського повстання Івана Гонти.
До 200-ліття трагедії на околиці Кодні, на козацькому кургані-могилі, оточеною щільним кільцем дерев, встановлений монумент пам'яті учасників «Коліївщини» (29 червня 1968 р.)